# Данфермлін Атлетік
«Данфермлін Атлетік» (шотл. Dunfermline Athletic Fitbaa Club) — професійний шотландський футбольний клуб з міста Данфермлін. Виступає у Першій лізі Шотландії. Домашні матчі проводить на стадіоні «Іст Енд Парк», який вміщує 11 480 глядачів.

## Історія

### Золота Ера (1960-ті роки)
Тренер Джок Стейн став призвідником Золотий Ери для «Данфермліні Атлетік». Команда регулярно брала участь в єврокубках в 1960-ті і на початку 1970-х років.
Під керівництвом Стейна, Данфермлін став володарем кубка Шотландії в сезоні 1960—61, обігравши «Селтік» з рахунком 2:0. У 1962 році вони досягли чвертьфіналу Кубку володарів кубків, програвши «Уйпешту» 5:3 за сумою двох матчів. У сезоні 1962—1963 «Данфермлін» обіграв «Евертон» в Кубку ярмарків.
У 1966 році Алекс Фергюсон став одним з бомбардирів клубу.

### Шотландська Прем'єр-ліга(2000—2007)
В сезоні 2000—01 «Данфермлін» знову потрапив в Шотландську першість після семирічної перерви, завершивши сезон із сумнівними успіхами. Сезон 2002—03 виявився для «Данфермліна» хорошим, команда вперше зайняла п'яте місце завдяки бомбардиру, нападнику збірної Шотландії, Стівену Кроуфорду, який відзначився 19 м'ячами.

### Повернення в Перший Дивізіон (2007—2011)
Після вильоту в Перший Дивізіон «Данфермлін» втратив двох ключових гравців: Доруса де Вріса, який перейшов в «Суонсі» і півзахисника Гарі Мейсона, який бажав грати в елітному дивізіон, вибравши «Сент-Міррен». Після поразки в першому турі від «Гамільтон Академікал» з рахунком 2:1, клуб зіграв в товариському матчі проти «Манчестер Юнайтед», присвяченому старожилу клубу Скоту Томпсону, програвши 4:0. Їх перший матч в сезоні, в Кубку УЄФА закінчився поразкою від «Хабнарфйордура».

## Досягнення
- Чемпіонат Шотландії:
  - Бронзовий призер (2): 1964-65, 1968-69
- Кубок Шотландії:
  - Володар (2): 1961, 1968
  - Фіналіст (3): 1965, 2004, 2007
- Кубок Шотландської ліги:
  - Фіналіст (3): 1950, 1992, 2006

## Виступи в єврокубках
| Сезон   | Змагання               | Раунд | Суперник             | Вдома | На виїзді | Інше | В сукупності |  | Примітки    |
| ------- | ---------------------- | ----- | -------------------- | ----- | --------- | ---- | ------------ |  | ----------- |
| 1961–62 | Кубок володарів кубків | ПР    | Сент-Патрікс Атлетік | 4–1   | 4–0       | Н/Д  | 8–1          |  | Н/Д         |
| 1961–62 | Кубок володарів кубків | 1Р    | Вардар               | 5–0   | 0–2       | Н/Д  | 5–2          |  | Н/Д         |
| 1961–62 | Кубок володарів кубків | 1/4   | Уйпешт               | 0–1   | 3–4       | Н/Д  | 3–5          |  | Н/Д         |
| 1962–63 | Кубок ярмарків         | 1Р    | Евертон              | 2–0   | 0–1       | Н/Д  | 2–1          |  | Н/Д         |
| 1962–63 | Кубок ярмарків         | 2Р    | Валенсія             | 6–2   | 0–4       | 0–1  | 6–7          |  | Плей-оф     |
| 1964–65 | Кубок ярмарків         | 1Р    | Ергрюте              | 4–2   | 0–0       | Н/Д  | 4–2          |  | Н/Д         |
| 1964–65 | Кубок ярмарків         | 2Р    | Штутгарт             | 1–0   | 0–0       | Н/Д  | 1–0          |  | Н/Д         |
| 1964–65 | Кубок ярмарків         | 3Р    | Атлетік Більбао      | 1–0   | 0–1       | 1–2  | 2–3          |  | Плей-оф     |
| 1965–66 | Кубок ярмарків         | 2Р    | Болдклуббен 1903     | 5–0   | 4–2       | Н/Д  | 9–2          |  | Н/Д         |
| 1965–66 | Кубок ярмарків         | 3Р    | Спартак Брно         | 2–0   | 0–0       | Н/Д  | 2–0          |  | Н/Д         |
| 1965–66 | Кубок ярмарків         | 1/4   | Реал Сарагоса        | 1–0   | 2–4       | Н/Д  | 3–4          |  | Дод.ч.      |
| 1966–67 | Кубок ярмарків         | 1Р    | Фрігг                | 3–1   | 3–1       | Н/Д  | 6–2          |  | Н/Д         |
| 1966–67 | Кубок ярмарків         | 2Р    | Динамо Загреб        | 4–2   | 0–2       | Н/Д  | 4–4          |  | Виїзні голи |
| 1968–69 | Кубок володарів кубків | 1Р    | АПОЕЛ                | 10–1  | 2–0       | Н/Д  | 12–1         |  | Н/Д         |
| 1968–69 | Кубок володарів кубків | 2Р    | Олімпіакос           | 4–0   | 0–3       | Н/Д  | 4–3          |  | Н/Д         |
| 1968–69 | Кубок володарів кубків | 1/4   | Вест-Бромвіч Альбіон | 0–0   | 1–0       | Н/Д  | 1–0          |  | Н/Д         |
| 1968–69 | Кубок володарів кубків | 1/2   | Слован Братислава    | 1–1   | 0–1       | Н/Д  | 1–2          |  | Н/Д         |
| 1969–70 | Кубок ярмарків         | 1Р    | Бордо                | 4–0   | 0–2       | Н/Д  | 4–2          |  | Н/Д         |
| 1969–70 | Кубок ярмарків         | 2Р    | Гвардія Варшава      | 2–1   | 1–0       | Н/Д  | 3–1          |  | Н/Д         |
| 1969–70 | Кубок ярмарків         | 3Р    | Андерлехт            | 3–2   | 0–1       | Н/Д  | 3–3          |  | Виїзні голи |
| 2004–05 | Кубок УЄФА             | 2КР   | Гапнарфйордур        | 1–2   | 2–2       | Н/Д  | 3–4          |  | Н/Д         |
| 2007–08 | Ліга Європи УЄФА       | 2КР   | Геккен               | 1–1   | 0–1       | Н/Д  | 1–2          |  | Н/Д         |